# Overton (Nebraska)
Overton – wieś w Stanach Zjednoczonych, w stanie Nebraska, w hrabstwie Dawson.